# Leslie MacPhail
Leslie MacPhail (ur. 4 czerwca 1952 w Antwerpii, zm. 3 kwietnia 2008) – belgijski judoka. Olimpijczyk z Monachium 1972, gdzie zajął jedenaste miejsce w wadze ciężkiej.
Uczestnik mistrzostw świata w 1971. Mistrz Europy juniorów w 1972 roku.

## Letnie Igrzyska Olimpijskie 1972
| Konkurencja | Rundy eliminacyjne   | Klas. końcowa |
| Konkurencja | 1/32                 | Miejsce       |
| ----------- | -------------------- | ------------- |
| +93 kg      | Klaus Hennig (GDR) P | 11.           |